# Nový Jimramov
Nový Jimramov é uma comuna checa localizada na região de Vysočina, distrito de Žďár nad Sázavou.